# Pułkownik Sun
Pułkownik Sun (ang. Colonel Sun) – powieść Kingsleya Amisa o przygodach agenta 007 - Jamesa Bonda. Została napisana w 1968 roku i jest trzynastą z kolei powieścią w cyklu o Bondzie.

## Opis
Od partii golfa odrywa Bonda niesłychana wiadomość: uprowadzono M! Porywacze byli bezlitośni - służący M nie żyją, zastrzeleni z zimną krwią. Na zwodniczo spokojnej greckiej wyspie czeka na Bonda złowrogi człowiek Wschodu, pułkownik Sun, który wciąga go w szczególną grę. Grę na śmierć i życie. Grę bez reguł.

## Wydania polskie
- 1996, wyd. Rebis, przekł. Bożena Jóźwiak